# Ramona Siebenhofer
Ramona Siebenhofer (* 29. Juli 1991 in Tamsweg) ist eine ehemalige österreichische Skirennläuferin. Sie startete in allen Disziplinen außer dem Slalom, Erfolge erzielte sie vor allem in der Abfahrt.

## Biografie
Siebenhofer, die in Krakauebene (Steiermark) beheimatet ist, besuchte die Skihauptschule Murau sowie die Skihandelsschule Schladming. Ihre ersten FIS-Rennen fuhr sie im Dezember 2006. Bei den österreichischen Jugendmeisterschaften 2008 war sie in ihrer Altersklasse Beste im Slalom, im Riesenslalom und in der Kombination. Den ersten Sieg in einem FIS-Rennen schaffte sie am 12. Februar 2009 im Riesenslalom von Turnau. Damit qualifizierte sie sich für die Juniorenweltmeisterschaften 2009 in Garmisch-Partenkirchen, wo sie den vierten Platz im Super-G erreichte sowie den 18. Rang im Slalom und den 32. Rang in der Abfahrt belegte. Einen ersten großen Erfolg feierte Siebenhofer bei den österreichischen Meisterschaften 2009: Mit dem zweiten Platz im Riesenslalom, dem dritten Platz im Super-G und dem fünften Platz im Slalom sicherte sich die damals 17-Jährige den österreichischen Meistertitel in der Kombination.
Im Europacup war Siebenhofer erstmals im Februar 2009 am Start. Die ersten Punkte holte sie am 20. November 2009 mit Platz 16 im Indoor-Slalom von Wittenburg, am 5. Dezember stand sie als Zweite der Super-Kombination von Kvitfjell erstmals auf dem Podest und am 16. Dezember gewann sie ihr erstes Europacuprennen, den Riesenslalom in Alleghe. Am nächsten Tag gelang ihr im zweiten Riesenslalom der zweite Sieg.
Nach diesen Erfolgen kam sie am 28. Dezember 2009 im Riesenslalom von Lienz zu ihrem ersten Weltcupeinsatz, fiel aber im ersten Durchgang aus. In ihrem zweiten Weltcuprennen, dem Riesenslalom in Maribor am 16. Jänner 2010, erreichte sie mit Laufbestzeit im zweiten Durchgang überraschend den sechsten Platz. Im Europacup erzielte sie in der Saison 2009/10 mit fünf Podestplätzen und insgesamt neun Top-10-Resultaten Rang zwei in der Gesamtwertung, Platz drei im Riesenslalomklassement und Rang vier in der Super-Kombinations-Wertung. Bei den Juniorenweltmeisterschaften 2010 erzielte sie als Fünfte des Slaloms und Sechste des Riesenslaloms zwei Top-10-Ergebnisse.
Im Winter 2010/11 blieb Siebenhofer bei ihren drei Weltcupeinsätzen ohne Resultat; im Europacup fuhr sie in drei Rennen unter die schnellsten zehn. Bei den Juniorenweltmeisterschaften 2011 in Crans-Montana Anfang Februar war ihr bestes Ergebnis der sechste Platz in der Kombination. Kurz darauf musste sie die Saison wegen einer Sprunggelenksverletzung vorzeitig beenden. Im Winter 2011/12 kam Siebenhofer nur zu einem Weltcupeinsatz und blieb erneut ohne Punkte, im Europacup fuhr sie in diesem Winter zweimal auf das Podest. Bei sieben Starts im Winter 2012/13 konnte Siebenhofer kein zählbares Ergebnis erzielen, weshalb sie erneut überwiegend im Europacup eingesetzt wurde. Mit drei Siegen und vier weiteren Podestplätzen entschied sie die Gesamtwertung und die Riesenslalomwertung für sich.
Zu Beginn der Saison 2015/16 gelang ihr in der Abfahrt von Lake Louise der erste Podestplatz in einem Weltcuprennen. Bei den Olympischen Winterspielen 2018 in Pyeongchang wurde sie am 21. Februar in der Abfahrt als beste Österreicherin Zehnte. Am 18. Jänner 2019 gewann sie mit der ersten Abfahrt von Cortina d’Ampezzo ihr erstes Weltcuprennen. Einen Tag später gewann sie nochmals die Abfahrt in Cortina d’Ampezzo und war damit die erste Skirennläufern, die beide Abfahrten in Cortina d’Ampezzo hintereinander gewinnen konnte. Bei den Weltmeisterschaften 2019 in Åre wurde sie 7. in der Abfahrt, 15. im Super-G und 4. in der Kombination.
In die Saison 2019/20 startete sie mit einem 10. Platz im Riesenslalom von Sölden, in den übrigen Weltcuprennen dieser Saison waren Platz 4 in der Kombination von Altenmarkt-Zauchensee und Platz 9 in der ersten Abfahrt von Bansko (Bulgarien) die einzigen weiteren Top-10-Platz. In der Saison 2020/21 gelang ihr am 26. Februar in der ersten Abfahrt von Val di Fassa mit einem 2. Platz (0,02 Sekunden hinter Lara Gut-Behrami) die Rückkehr aufs Podest. Weitere vier Top-10-Plätze erreichte sie als 6. der Abfahrt von Val d’Isère, 7. des Riesenslaloms von Kranjska Gora, 4. der zweiten Abfahrt von Val di Fassa und 5. des Riesenslaloms von Jasna (Slowakei). Bei den Weltmeisterschaften 2021 in Cortina d’Ampezzo erreichte sie drei 5. Plätze: in der Abfahrt, im Riesenslalom und in der Kombination.
In die Saison 2021/22 startete sie wiederum mit einem 10. Platz im Riesenslalom von Sölden, diesmal sollten weit mehr Top-10-Plätze folgen als 2019/20: gleich danach erreichte sie in Lake Louise die Plätze 4 (und 11) in den beiden Abfahrten und Platz 8 im Super-G, dann Platz 5 im zweiten Super-G von St. Moritz, Platz 4 in der Abfahrt von Val d’Isère, die Plätze 8 und 7 in den beiden Riesenslaloms von Courchevel, Platz 3 in der Abfahrt von Altenmarkt-Zauchensee und Platz 2 in der Abfahrt von Cortina d’Ampezzo – damit lag sie zu diesem Zeitpunkt in der Abfahrts-Disziplinenwertung auf Rang 2 hinter Sofia Goggia.
Am 5. Mai 2023 gab Siebenhofer ihren Rücktritt vom Leistungssport bekannt.

## Erfolge

### Olympische Spiele
- Pyeongchang 2018: 7. Alpine Kombination, 10. Abfahrt
- Peking 2022: 7. Alpine Kombination, 12. Abfahrt

### Weltmeisterschaften
- St. Moritz 2017: 9. Abfahrt
- Åre 2019: 4. Alpine Kombination, 7. Abfahrt, 15. Super-G
- Cortina d’Ampezzo 2021: 5. Abfahrt, 5. Alpine Kombination, 5. Riesenslalom
- Méribel/Courchevel 2023: 4. Alpine Kombination, 17. Super-G

### Weltcup
- 7 Podestplätze, davon 2 Siege:

| Datum           | Ort               | Land    | Disziplin |
| --------------- | ----------------- | ------- | --------- |
| 18. Jänner 2019 | Cortina d’Ampezzo | Italien | Abfahrt   |
| 19. Jänner 2019 | Cortina d’Ampezzo | Italien | Abfahrt   |

### Weltcupwertungen
| Saison  | Gesamt | Gesamt | Abfahrt | Abfahrt | Super-G | Super-G | Riesenslalom | Riesenslalom | Kombination | Kombination | Parallel | Parallel |
| Saison  | Platz  | Punkte | Platz   | Punkte  | Platz   | Punkte  | Platz        | Punkte       | Platz       | Punkte      | Platz    | Punkte   |
| ------- | ------ | ------ | ------- | ------- | ------- | ------- | ------------ | ------------ | ----------- | ----------- | -------- | -------- |
| 2009/10 | 90.    | 40     | –       | –       | –       | –       | 30.          | 40           | –           | –           | –        | –        |
| 2013/14 | 62.    | 89     | 37.     | 21      | 46.     | 9       | 39.          | 23           | 7.          | 36          | –        | –        |
| 2014/15 | 70.    | 59     | 37.     | 16      | 42.     | 12      | 40.          | 11           | 13.         | 20          | –        | –        |
| 2015/16 | 47.    | 189    | 18.     | 127     | 32.     | 30      | 38.          | 21           | 34.         | 11          | –        | –        |
| 2016/17 | 39.    | 212    | 17.     | 125     | 31.     | 39      | –            | –            | 13.         | 48          | –        | –        |
| 2017/18 | 29.    | 296    | 19.     | 134     | 21.     | 97      | –            | –            | 6.          | 65          | –        | –        |
| 2018/19 | 15.    | 458    | 3.      | 354     | 19.     | 90      | –            | –            | 17.         | 14          | –        | –        |
| 2019/20 | 27.    | 250    | 22.     | 119     | 30.     | 41      | 31.          | 26           | 5.          | 64          | –        | –        |
| 2020/21 | 15.    | 378    | 10.     | 194     | 48.     | 8       | 12.          | 173          | –           | –           | 28.      | 3        |
| 2021/22 | 12.    | 636    | 4.      | 331     | 16.     | 165     | 14.          | 140          | –           | –           | –        | –        |
| 2022/23 | 30.    | 324    | 23.     | 111     | 18.     | 149     | 27.          | 64           | –           | –           | –        | –        |

### Europacup
- Saison 2009/10: 2. Gesamtwertung, 3. Riesenslalomwertung, 4. Kombinationswertung
- Saison 2010/11: 5. Kombinationswertung
- Saison 2011/12: 3. Kombinationswertung
- Saison 2012/13: 1. Gesamtwertung, 1. Riesenslalomwertung, 2. Kombinationswertung, 3. Super-G-Wertung, 8. Slalomwertung
- Saison 2013/14: 10. Abfahrtswertung
- Saison 2014/15: 10. Gesamtwertung, 1. Abfahrtswertung, 5. Super-G-Wertung, 3. Kombinationswertung
- 20 Podestplätze, davon 7 Siege:

| Datum             | Ort       | Land      | Disziplin         |
| ----------------- | --------- | --------- | ----------------- |
| 16. Dezember 2009 | Alleghe   | Italien   | Riesenslalom      |
| 17. Dezember 2009 | Alleghe   | Italien   | Riesenslalom      |
| 1. Dezember 2012  | Kvitfjell | Norwegen  | Super-Kombination |
| 5. Dezember 2012  | Trysil    | Norwegen  | Riesenslalom      |
| 23. Jänner 2013   | Pamporowo | Bulgarien | Riesenslalom      |
| 12. März 2014     | Soldeu    | Andorra   | Abfahrt           |
| 13. März 2014     | Soldeu    | Andorra   | Riesenslalom      |

### Juniorenweltmeisterschaften
- Garmisch-Partenkirchen 2009: 4. Super-G, 18. Slalom, 32. Abfahrt
- Mont Blanc 2010: 5. Slalom, 6. Riesenslalom, 29. Super-G
- Crans-Montana 2011: 6. Kombination, 20. Slalom, 24. Abfahrt, 28. Riesenslalom

### Weitere Erfolge
- 2 österreichische Meistertitel (Kombination 2009, Riesenslalom 2015)
- 7 Siege in FIS-Rennen